# Mirufens ceylonensis
Mirufens ceylonensis is een vliesvleugelig insect uit de familie Trichogrammatidae. De wetenschappelijke naam is voor het eerst geldig gepubliceerd in 1968 door Viggiani.